# Дулєбов Єгор Олімпійович
Єгор Олімпійович Дулєбов (Дулібов, Дулебов) (1883/1884 - 1908) — російський терорист, член Бойової організації соціалістів-революціонерів, вбивця уфимського губернатора Миколи Богдановича .

## Біографія
Єгор Дулєбов народився, за різними даними, або в 1883, або в 1884 в селянській сім'ї. З юнацьких років працював слюсарем у залізничній майстерні у місті Уфа. Там, у 1901 році, він познайомився з соціалістом-революціонером Єгором Созоновим, висланим в Уфу під поліцейський нагляд за участь у студентських рухах, і увійшов до його революційного гуртка. Незабаром після цього Созонов познайомив Дулєбова з керівником «Бойової організації соціалістів-революціонерів» Григорієм Гершуні . Гершуні запропонував Дулєбову вчинити вбивство уфимського генерал-губернатора Миколи Богдановича, засудженого до смерті партією соціалістів-революціонерів (есерів) за розстріл робочого страйку в Златоусті, на що той дав згоду.

## Вбивство Богдановича

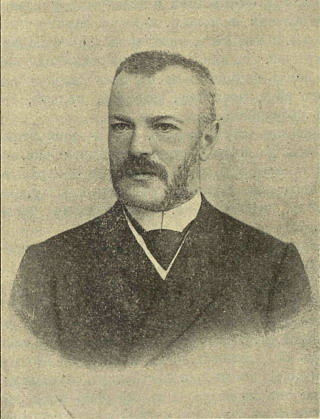
Микола Богданович

Вбивство Богдановича було намічено Гершуні на 6 травня 1903 року . Незважаючи на те, що член ЦК партії есерів Євно Азеф, який згодом став головою «Бойової організації», пропонував для вбивства двох уже перевірених у справі її членів, які переховувалися на той час у Двінську, виконавцем був призначений Дулєбов. У день проведення акції Дулєбов вирушив до уфимського міського саду, де любив гуляти губернатор. Підійшовши до нього, терорист кілька разів вистрілив, кинув листок із вироком «Бойової організації» поряд із тілом Богдановича і побіг. Поліцейські намагалися організувати переслідування, але Дулєбов почав стріляти, і вони відстали. Вбивці довелося тікати разом із Гершуні з Уфи, після чого його переправили за кордон. Сам же Гершуні незабаром був заарештований у Києві, і згодом засланий на безстрокову каторгу .
Збереглася записка, яку Є.О. Дулєбов написав перед замахом, впевнений, що його заарештують і стратять:
|  | «Товариші, думаю, що мені не потрібно пояснювати вам, чому я йду вбивати уфимського губернатора, думаю, що ви добре розумієте, що це потрібно. Не можна допускати, щоб нас давили як рабів, не можна допускати, щоб нашу кров проливали, як воду. А за свою свободу, за своє щастя ми маємо самі боротися. Але я хочу, товариші, сказати вам одне: я йду виконати вирок бойової організації не тому, що не вірю в робітничий рух, і усвідомлюю, що якщо не каратимемо розбійників і катів народу, то впаде дух, і ми не рухатимемося вперед. Може, скажуть, що я пошкодив робітничому руху своїм вчинком. Можу сказати, товариші, шкодити я не хотів, думав багато над цим, відчуваю і вірю, що це потрібно зробити, бо за кожний мирний протест на нас чекає нахабний знущання. Виходячи на демонстрацію, не встигнемо підняти прапор, як на нас зараз же налітають озвірілі козаки, жандарми та шпигуни, і починається дика розправа: б'ють нагайками, б'ють шашками, топчуть кіньми, відвозячи в ділянку, нахабно знущаються з особи. Хто винен у всіх цих звірствах? Наші міністри, генерал-губернатори та губернатори. І ось я вважаю щастям, що на мою частку випало помститися цьому нелюдові, уфимському губернатору. За свавіллям його було пролито багато крові златоустівських робітників. А за кров, що проливається, повинна текти кров гнобителів. І ось я від щирого серця хочу принести своїм братам користь, і вірю в цю справу так само, як і в нашу спільну справу. Вірю, що ми переможемо. Вірю, що хижий шуліка, тобто. царське самодержавство, яке рве на частини російський народ, не довго ще питиме нашу кров. Боріться, товариші. Боріться за благо народу, за найкращий світ, за святу свободу. Боріться ж, товариші, не покладаючи зброї доти, доки не розлетиться на порох російське самодержавство». |

## Подальша доля

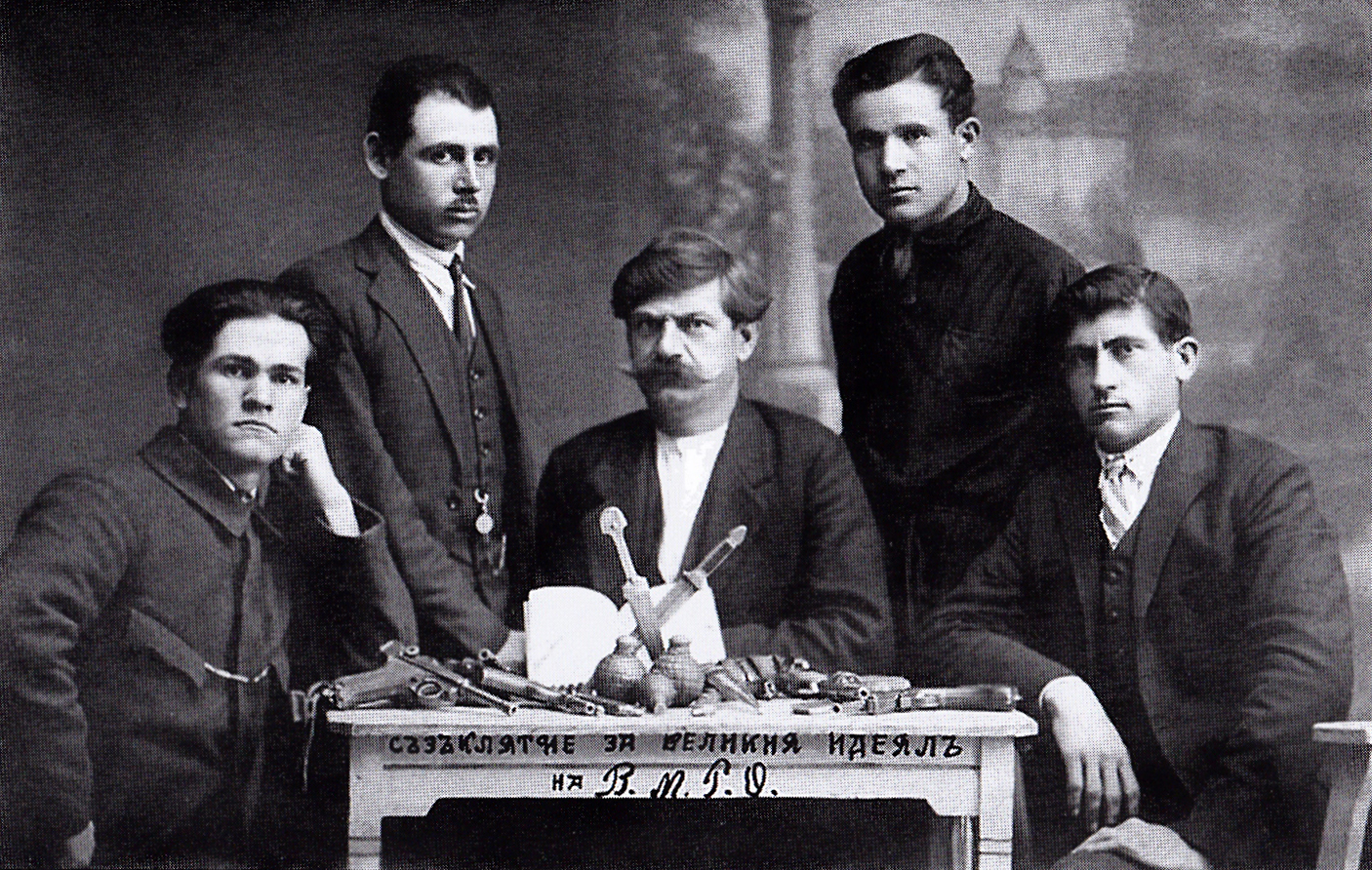
Болгарські-македонські революціонери: на столі лежать круглі бомби-"македонки"

Герб македонської революційної організації ВМРО (IMRO) - в центрі кругла бомба-"македонка".
"Слід зазначити тут боротьбу македонців (зокрема організаторів IMRO) з 1893 по 1894 рік за національну незалежність проти Оттоманської Імперії та Болгарії. Терор македонців не привів їх тоді до незалежності, хоч вони чимало попрацювали. Кругла бомба з детонатором (спочатку це був флігель, а пізніше детонатор, що вкручується) під назвою "македонка" була широко поширена у світі як знаряддя замаху (не менш "Калашнікова" була популярна)..." Е. Лимонов

Через деякий час Дулєбов під прізвищем Агапова повернувся до Російської імперії . Переховуючись по черзі в Єкатеринбурзі, Саратові та Баку, він продовжував вести революційну діяльність, працював у місцевих друкарнях партії есерів . Навесні 1904 Дулєбов отримав пропозицію увійти в «Бойову організацію» і взяти участь у замаху на міністра внутрішніх справ Російської імперії В'ячеслава Плеве. Згодом організатор замаху на Плеве та заступник Азефа в організації Борис Савінков писав:
|  | …У бойовій організації всі товариші відносились до нього з великою повагою за його відвагу, відданість справі та його практичний досвід… |

|  | ...Коли план було обговорено нами і прийнято, і люди розподілені, Азеф поїхав за Дулєбовим, і навіть у справах Центрального комітету, що організувався тоді під його керівництвом. Сазонов та Каляєв поїхали до Петербурга. Я залишився у Харкові чекати Брілліант. З Харкова я з Дорою Брілліант вирушив до Москви. У Москві я мав зустрітися з Азефом та Дулєбовим. Побачивши мене, Азеф сказав: - Петро (Дулєбов) вже тут. Має з собою шість невеликих бомб македонського зразку. Візьміть їх у нього і віддайте на зберігання в сейф, що не згорає, в який-небудь банк. Петро мешкає на Маросейці, в номерах, зайдіть завтра до нього. Я зайшов до Дулєбова і побачив перед собою невеликого зросту міцного робітника, з відкритим обличчям і задумливими очима. Він передав мені коробку з бомбами і показав мені спосіб їхнього заряджання. Того ж дня я найняв на ім'я Адольфа Томашевича ящик у банкірському будинку Жамгарових та відвіз туди бомби. Згодом квитанцію від цього ящика було знайдена під час арешту Тетяни Леонтьєвої, і поліція марно шукала наймача. Ці бомби були конфісковані в травні 1905 року. Через кілька днів ми всі поїхали з Москви: Азеф із загальнопартійних справ на Волгу, Брілліант, Дулєбов і я — до Петербурга. Дулєбов купив дрожки і коня і став візником, а я зупинився разом з Брілліант у готелі «Франція» на Морській і перш за все пішов шукати Івановську... |

Під час підготовки до акції, згідно з спогадами того ж таки Савінкова, Дулєбов сильно зблизився з членами «Бойової організації» Іваном Каляєвим та Дорою Брілліант. Дулєбов здійснював зовнішнє спостереження за каретою Плеве під час підготовки до його вбивства. Основним метальником бомби був призначений його давній друг Єгор Созонов. Замах вдалося вчинити 28 липня 1904 року, після чого Дулєбов і всі, хто залишився після арешту на місці вбивства Созонова і метальника Сікорського, спішно виїхали з Санкт-Петербурга. Незабаром, у серпні 1904 року Дулєбов та ще один член «Бойової організації» Максиміліан Швейцер повернулися до Петербурга з метою організації замаху на петербурзького градоначальника Трепова, який згодом зірвався. 26 лютого 1905 року Швейцер загинув внаслідок необережного поводження з вибуховими речовинами в готелі «Брістоль», після чого поліція розпочала активний розшук його спільників. 16 - 17 березня 1905 року Дулєбов серед сімнадцяти членів «Бойової організації», як з'ясується, внаслідок зради Татарова, був заарештований поліцією. Свого справжнього імені він слідству не назвав, а назвався "Агоповим", що це є вбивця Богдановича, влада не розуміла.
Майже всі заарештовані були звільнені за маніфестом про амністію 17 жовтня 1905 року, крім Єгора Дулєбова. Він же залишився у Петропавлівській фортеці, де психічно захворів і був відправлений до психіатричної лікарні імені Миколи Чудотворця, де в 1908 і помер, так і не назвавши свого справжнього імені.